# 藤井包總
藤井 包總（ふじい かねすけ、1850年2月25日（嘉永3年1月14日） - 1925年（大正14年）12月5日）は、明治から大正期の日本陸軍軍人、政治家、華族。最終階級は陸軍中将。貴族院男爵議員。

## 経歴
広島県出身。備後福山藩士の藤井忠治の長男として生まれる。藩校誠之館に学び、門田重長に師事する。明治4年9月15日（1871年10月28日）、陸軍少尉に任官。明治5年3月19日陸軍中尉へ、1874年（明治7年）9月29日陸軍大尉へ、1880年（明治13年）7月21日工兵少佐へ昇進。1885年（明治18年）6月22日工兵中佐に昇進し、同日陸軍士官学校学科提理に就任。1887年（明治20年）6月15日、陸軍幼年学校長に転じ、1889年（明治22年）6月3日、陸地測量部長心得となり、同年9月20日、工兵大佐に昇進した。
1894年（明治27年）8月、陸軍大学校長事務取扱に就任。1895年（明治28年）6月、陸地測量部長に異動し、1896年（明治29年）10月、陸軍少将に進級した。
1904年（明治37年）6月、留守参謀本部事務取扱に就任し、1905年（明治38年）2月、陸軍中将に進んだ。1906年（明治39年）7月6日、予備役に編入。1913年（大正2年）4月1日、後備役となり、1917年（大正6年）4月1日に退役した。
1907年（明治40年）9月21日、その功績により男爵の爵位を授爵し華族となった。1911年（明治44年）7月10日から1925年（大正14年）7月9日まで貴族院議員に在任した。その他、維新史料編纂会委員も務めた。

## 栄典
位階
- 1885年（明治18年）9月16日 - 正六位[12]
- 1891年（明治24年）12月28日 - 従五位[13]
- 1896年（明治29年）11月20日 - 正五位[14]
- 1901年（明治34年）12月26日 - 従四位[15]
- 1906年（明治39年）10月1日 - 正四位[16]
- 1916年（大正5年）9月30日 - 従三位[17]
- 1925年（大正14年）12月5日 - 正三位[18]

勲章等
- 1884年（明治17年）11月13日 - 勲四等旭日小綬章[19]
- 1889年（明治22年）11月29日 - 大日本帝国憲法発布記念章[20]
- 1892年（明治25年）11月29日 - 勲三等瑞宝章[21]
- 1895年（明治28年）
  - 10月31日 - 功四級金鵄勲章・旭日中綬章[22]
  - 11月18日 - 明治二十七八年従軍記章[23]
- 1901年（明治34年）12月27日 - 勲二等瑞宝章[24]
- 1902年（明治35年）5月10日 - 明治三十三年従軍記章[25]
- 1906年（明治39年）4月1日 - 勲一等旭日大綬章・明治三十七八年従軍記章[26]
- 1907年（明治40年）
  - 4月8日 - 大清帝国頭等第三双龍宝星[27]
  - 9月21日 - 男爵 [28]
- 1915年（大正4年）11月10日 - 大礼記念章[29]

## 親族
- 娘婿 土橋勇逸（陸軍中将）